# Аэропорт имени Сезарии Эворы

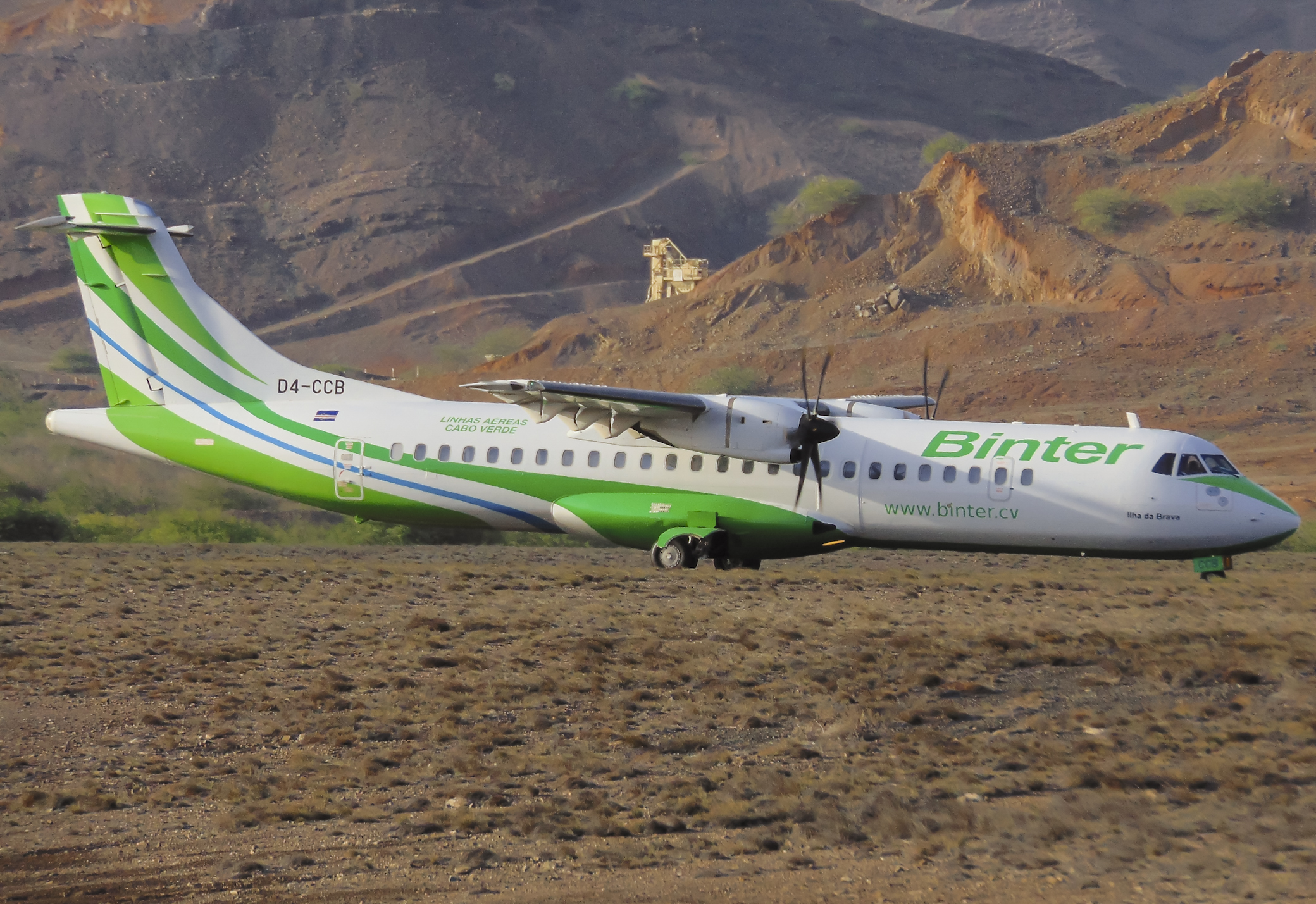
ATR 72-500 Binter Cabo Verde совершает посадку в аэропорту.

Аэропорт имени Сезарии Эворы (порт. Aeroporto Internacional Cesária Évora; ИАТА: VXE, ИКАО: GVSV) — четвёртый по загруженности аэропорт Кабо-Верде (после Сала, Праи и Боа-Вишты), расположенный на острове Сан-Висенти, примерно в 5 километрах от центра города Минделу. Находится в районе долины на западе острова, к северу от деревни Сан-Педро. Длина взлётно-посадочной полосы составляет 2000 метров, а ширина — 45 метров.

## История
Аэропорт был построен в 1959—1960 годах. С 2005 по 2009 год был расширен для возможности принимать международные рейсы. В 2012 году аэропорт был назван в честь кабовердианской певицы Сезарии Эворы.

## Аэродромный комплекс
На территории аэропорта расположен современный терминал площадью около 11 000 м², способен обслуживать порядка 500 пассажиров в час. Имеет одну ВВП длиной 2000 м.

## Авиакомпании и направления
| Авиакомпании        | Направления           |
| ------------------- | --------------------- |
| BestFly Cabo Verde  | Сал, Прайя            |
| Cabo Verde Airlines | Сал, Прайя            |
| Luxair              | Люксембург (сезонный) |
| TUI fly Netherlands | Амстердам             |
| TICV                | Сал, Прайя            |
| TAP Air Portugal    | Лиссабон              |

## Статистика
В 2017 году годовой пассажиропоток аэропорта составил 266 221 человек, из которых 82 892 — на международных рейсах. Было совершено 5146 воздушных рейсов, из которых 780 международных. Было перевезено 377 тонн грузов, из которых 227 международных.

### Пассажиропоток
Данные из запроса в Викиданные.
| Год  | Пассажиропоток |
| ---- | -------------- |
| 2016 | 219 422        |
| 2017 | 266 221        |
| 2018 | 250 284        |
| 2019 | 253 077        |

### Самые загруженные международные маршруты
| №                  | Пункты назначения     | Пассажиры |
| ------------------ | --------------------- | --------- |
| 1                  | Лиссабон, Португалия  | 83 709    |
| 2                  | Амстердам, Нидерланды | 16 537    |
| 3                  | Париж, Франция        | 631       |
| Источник: A Semana |                       |           |